# Talpa hakkariensis
Talpa hakkariensis — вид крота, що походить із східної Туреччини. Хоча вперше він був описаний у 2023 році, є докази того, що вид існує більше трьох мільйонів років. Вид був описаний групою дослідників з Університету Індіани, Університету Ондокуза Майїса та Університету Плімута.

## Розповсюдження
Talpa hakkariensis зустрічається в горах регіону Хаккарі в Туреччині. Вид здатний витримувати температуру до 50 градусів Цельсія.